# Barbara Baraldi
Barbara Baraldi (Mirandola, 17 febbraio 1975) è una scrittrice e fumettista italiana.

## Biografia
Già autrice - con lo pseudonimo di Luna Lanzoni - del racconto Una storia da rubare, che nel 2006 si aggiudica il XXXIII Premio Gran Giallo Città di Cattolica, esordisce nel romanzo poliziesco nel 2007 con il romanzo La collezionista di sogni infranti, pubblicato da Perdisa Pop, il marchio editoriale curato da Luigi Bernardi e Antonio Paolacci, che l'anno successivo pubblica anche il suo seguito: La casa di Amelia.
A maggio del 2008 esce La bambola di cristallo con Il Giallo Mondadori Presenta, che viene pubblicato in lingua inglese dall'editore britannico John Blake publishing. Il 2010 si apre con la pubblicazione dei thriller Bambole pericolose nel periodico Il Giallo Mondadori e Lullaby - La ninna nanna della morte per Castelvecchi. Nel 2011, Baraldi è tra gli intervistati del documentario BBC Italian noir, che vede la partecipazione di Carlo Lucarelli, Andrea Camilleri, Massimo Carlotto e Giancarlo De Cataldo.
Nel 2010 esce Scarlett (Arnoldo Mondadori Editore), il primo libro dell'omonima trilogia urban fantasy, tradotta in sette Paesi e raccolta nel 2015 in un unico volume sempre per Mondadori. Tra i romanzi di narrativa per ragazzi c’è Un sogno lungo un'estate, uscito per la collana Carta bianca di Einaudi, e i due volumi della saga Striges (Mondadori) sulla stregoneria.
Nel 2012, Baraldi esordisce come sceneggiatrice di Dylan Dog con Il bottone di madreperla disegnato da Paolo Mottura. Nel maggio del 2014 collabora con la Walt Disney Company come co-ideatrice e co-sceneggiatrice (insieme a Paola Barbato) della serie a fumetti Real Life. Nel 2015, l'autrice esordisce sulla serie regolare di Dylan Dog con La mano sbagliata, illustrato da Nicola Mari, a cui seguono numerose sceneggiature tra cui Jenny, ispirato alla canzone Jenny è pazza di Vasco Rossi, terzo episodio del ciclo che vede la collaborazione della Sergio Bonelli Editore con il rocker emiliano, e vincitore del Premio Coco, assegnato da Etna Comics e Mega Nerd.
Il thriller Aurora nel buio (Giunti editore 2017), finalista alla XVIII edizione del premio Fedeli, vince diversi premi letterari. Seguono due romanzi dedicati al personaggio della profiler Aurora Scalviati: Osservatore oscuro (Giunti 2018) e L'ultima notte di Aurora (Giunti 2019). Nel 2020 esce Sentenza artificiale, thriller distopico per Chiarelettere sul tema dell'etica dell'intelligenza artificiale nei sistemi giudiziari. Nel 2021 pubblica La stagione dei ragni (Giunti), spin-off della saga di Aurora Scalviati ambientato sul finire degli anni Ottanta.
Dal 2017, Baraldi collabora con il supplemento Tuttolibri del quotidiano La Stampa.
Il 4 maggio 2023 viene annunciata la sua nomina a curatrice della testata Dylan Dog.

## Opere

### Scarlett
- Scarlett, Mondadori, 2010
- Scarlett : Il bacio del demone, Mondadori, 2011
- Scarlett : La terza luna - la trilogia, Mondadori, 2015

### Striges
- Striges : la promessa immortale, Mondadori, 2013
- Striges : la voce dell'ombra, Mondadori, 2014

### Aurora Scalviati - Profiler del buio
- Aurora nel buio, Giunti, 2017
- Osservatore oscuro, Giunti, 2018
- L'ultima notte di Aurora, Giunti, 2019
- La stagione dei ragni, Giunti, 2021
- Cambiare le ossa, Giunti, 2022

### Altri romanzi
- Luna Lanzoni, La ragazza dalle ali di serpente, Zoe, marzo 2007
- La collezionista di sogni infranti, Perdisa pop, ottobre 2007
- La Bambola di Cristallo, in appendice: Il giardino dei bambini perduti, Soave, Giallo Mondadori presenta n. 9, maggio 2008, poi Castelvecchi 2011, poi La bambola dagli occhi di cristallo, 312 pagine, Giunti, 22 mag 2024
- La casa di Amelia, Perdisa pop, 2009
- Bambole pericolose, Il Giallo Mondadori n.2997, 2010
- Lullaby: la ninna nanna della morte, Castelvecchi, 2010
- Un sogno lungo un'estate, Einaudi ragazzi, 2012
- Sentenza artificiale, Chiarelettere, 2020
- Gli omicidi dei tarocchi, Giunti 2025

### E-book
- L'amante (Mondadori XS), 2013
- Paziente 99 (Delos books), 2013
- La sconosciuta (Il Dondolo), 2019

### Racconti in antologie con altri (selezione)
- Una storia da rubare, pubblicato in appendice al n.1 del periodico Il Giallo Mondadori Presenta, 2007
- La sindrome felicità repulsiva, in Anonima Assassini II: i delitti di Orme gialle, Tagete, 2008
- La casa dagli specchi rotti, in Il mio vizio è una stanza chiusa, Il Giallo Mondadori, 2009
- Le bambole non uccidono, in Bad prisma, Epix Mondadori, 2009
- La morte dell'innocenza, in Eros & Thanatos, Supergiallo Mondadori, 2010
- Fiori neri, in Todaro Editore collana FIORI NERI, novembre 2010
- Alla fine di un giorno qualunque, in Alzando da terra il sole - Parole per l'Emilia, Mondadori, 2012
- Commissario Clelia Vinci, in Venice noir, Akashic books, New York, 2012
- The lover, in La dolce vita, Running press, Philadelphia, 2013
- Manic Monday, in Ellery Queen Mystery Magazine vol. 156, Dell Magazines, USA, 2020

### Fumetti
- Con Elena Cesana e Roberta Ingranata, Bloodymilla, Delos, 2011
- Con Paolo Mottura, Il bottone di madreperla, Dylan Dog color fest, Bonelli, 2012, poi I colori della paura, La gazzetta dello Sport n. 42, 2016
- Con Lucio Parrillo, Aurora - Sleeping beauty, Pavesio, 2014
- Con Andrea Pasini e Giuseppe di Bernardo, Il regalo, Diabolik anno LIII n.8, 2014
- Baraldi, Barbato, Beltramini, Tomatozombie, et al., Real Life, Panini 2014 - 2015
- Con Nicola Mari, La mano sbagliata, Dylan Dog n.348, Bonelli, 2015
- Con Simone Delladio, Rossano Piccioni e Sofia Terzo, Torture garden, tre albi, Inkiostro, 2016-2017
- Con Nicola Mari, Gli anni selvaggi, Dylan Dog n.364, Bonelli, 2016
- Con Corrado Roi, La ninna nanna dell'ultima notte, Dylan Dog n.367, Bonelli, 2017
- Con Emiliano Tanzillo, Perderai la testa, Dylan Dog n.385, Bonelli, 2018
- Con Luigi Piccatto, Giulia Massaglia et al., La sopravvissuta, Dylan Dog n.389, Bonelli, 2019
- Con Bruno Brindisi, Casca il mondo, Dylan Dog n.393, Bonelli, 2019
- Con Montanari & Grassani, La solitudine del serpente, Dylan Dog Old Boy n.1, Bonelli, 2020
- Con Corrado Roi, L’Entità, Dylan Dog n. 407, Bonelli, 2020
- Con Nicola Mari, Buongiorno Tenebra, Dylan Dog Old Boy n. 8, Bonelli, 2021
- Con Angelo Stano, L'ora del giudizio, Dylan Dog n. 417, Bonelli, 2021
- Con Davide Furnò, Jenny, Dylan Dog n. 420, Bonelli, 2021

### Guide
- 101 misteri di Bologna che non saranno mai risolti, Newton Compton, 2011
- Misteri, crimini e storie insolite di Bologna, Newton Compton, 2013
- Alla scoperta dei segreti perduti di Bologna, Newton Compton, 2016
- 1001 cose da fare a Bologna almeno una volta nella vita, Newton Compton, 2017
- 101 perché sulla storia di Bologna che non puoi non sapere, Newton Compton, 2018

## Premi letterari vinti
- 2018: Premio NebbiaGialla per Aurora nel buio[8]
- 2018: Premio Hitchcock - Garfagnana in giallo per Aurora nel buio[9]
- 2017: Premio Giallo d'amare per Aurora nel buio[10]
- 2009: Premio Orme Gialle con Ossessione[11]
- 2007: Premio Gran Giallo Città di Cattolica con Una storia da rubare[12]
- 2007: Premio Mario Casacci con La sindrome felicità repulsiva[11]
- 2006: Premio Mario Casacci con Dorothy non vuole morire[11]